# 도리스 성
도리스 성(영어: Doris Kim Sung, 1964년~)은 미국의 건축가이자 교육자이다.